# Aleurodiscus thujae
Aleurodiscus thujae är en svampart som beskrevs av Ginns 1990. Aleurodiscus thujae ingår i släktet Aleurodiscus och familjen Stereaceae. Inga underarter finns listade i Catalogue of Life.